# Non voglio essere uno spirito
Non voglio essere uno spirito è un album del cantautore italiano Mimmo Cavallo, pubblicato dall'etichetta discografica DDD nel 1988.
L'album è disponibile su long playing, musicassetta e compact disc. I brani sono interamente composti dall'interprete, mentre gli arrangiamenti sono curati da Maurizio Tirelli.

## Tracce

### Lato A
1. Non voglio essere uno spirito
2. Voglio un amore grande
3. Felice carriera
4. Lo so che aspetti un figlio
5. Petrolio e benzina

### Lato B
1. Voglio un futuro possibile
2. I ragazzi di Beirut
3. Le donne del Sud
4. La donna mia
5. Lavori in corso